# Bridgewater (Virginia)
Bridgewater è un comune degli Stati Uniti d'America, situato nello Stato della Virginia, nella contea di Rockingham.